# Alpine F1 Team
Alpine F1 Team, som kører under navnet BWT Alpine F1 Team af sponsormæssige oversager, er en fransk Formel 1-konstruktør. Holdet var tidligere kendt som Renault F1 Team, men blev omdøbt til Alpine før 2021 sæsonen for at promovere Renaults sportsvognmærke Alpine.

## Historie

### Første år
Alpine gjorde debut i 2021 sæsonen. De vandt deres først grand prix da Esteban Ocon vandt Ungarns Grand Prix 2021. Holdet kom på femtepladsen i konstruktørmesterskabet.

## Resultater
| År   | Navn               | No. | Kørere          | Point | Placering |
| ---- | ------------------ | --- | --------------- | ----- | --------- |
| 2021 | Alpine F1 Team     | 14. | Fernando Alonso | 155   | 5. plads  |
| 2021 | Alpine F1 Team     | 31. | Esteban Ocon    | 155   | 5. plads  |
| 2022 | BWT Alpine F1 Team | 14. | Fernando Alonso | 173   | 4. plads  |
| 2022 | BWT Alpine F1 Team | 31. | Esteban Ocon    | 173   | 4. plads  |
| 2023 | BWT Alpine F1 Team | 10. | Pierre Gasly    | 120   | 6. plads  |
| 2023 | BWT Alpine F1 Team | 31. | Esteban Ocon    | 120   | 6. plads  |
| 2024 | BWT Alpine F1 Team | 10. | Pierre Gasly    |       |           |
| 2024 | BWT Alpine F1 Team | 31. | Esteban Ocon    |       |           |